# Głosków (gromada w powiecie piaseczyńskim)
Głosków – dawna gromada, czyli najmniejsza jednostka podziału terytorialnego Polskiej Rzeczypospolitej Ludowej w latach 1954–1972.
Gromady, z gromadzkimi radami narodowymi (GRN) jako organami władzy najniższego stopnia na wsi, funkcjonowały od reformy reorganizującej administrację wiejską przeprowadzonej jesienią 1954 do momentu ich zniesienia z dniem 1 stycznia 1973, tym samym wypierając organizację gminną w latach 1954–1972.
Gromadę Głosków z siedzibą GRN w Głoskowie utworzono – jako jedną z 8759 gromad na obszarze Polski – w powiecie piaseczyńskim w woj. warszawskim, na mocy uchwały nr VI/10/12/54 WRN w Warszawie z dnia 5 października 1954. W skład jednostki weszły obszary dotychczasowych gromad Antoninów, Baszkówka, Bąkówka, Głosków Nowy, Mieszkowo, Głosków, Kuleszówka Władysławów i Wola Gołkowska ze zniesionej gminy Głosków w tymże powiecie. Dla gromady ustalono 18 członków gromadzkiej rady narodowej.
31 grudnia 1961 do gromady Głosków włączono obszar zniesionej gromady Złotokłos w tymże powiecie.
Gromada przetrwała do końca 1972 roku, czyli do kolejnej reformy gminnej.